# Melanargia discinigra
Melanargia discinigra är en fjärilsart som beskrevs av Hermann Stauder 1928. Melanargia discinigra ingår i släktet Melanargia och familjen praktfjärilar. Inga underarter finns listade i Catalogue of Life.